# Gąbin (województwo zachodniopomorskie)
Gąbin – wieś sołecka w północno-zachodniej Polsce, położona w województwie zachodniopomorskim, w powiecie gryfickim, w gminie Trzebiatów.
Według danych z 28 lutego 2009 wieś miała 181 mieszkańców.
W latach 1946–1998 miejscowość administracyjnie należała do województwa szczecińskiego.
Przez wieś przechodzi droga powiatowa nr 0126Z z Mirosławic do Brojc. W miejscowości znajduje się przystanek kolejowy Gąbin. Ok. 1,1 km na wschód od zabudowy wsi znajduje się Lewicka Góra.
Gmina Trzebiatów utworzyła "Sołectwo Gąbin", będące jej jednostką pomocniczą. Obejmuje ono jedynie wieś Gąbin, której mieszkańcy wybierają sołtysa i 5-osobową radę sołecką.
| Zakres wieku mężczyzn | Mężczyźni | Kobiety | Zakres wieku kobiet |
| --------------------- | --------- | ------- | ------------------- |
| 0–19                  | 29        | 22      | 0–19                |
| 20–60                 | 64        | 44      | 20–65               |
| powyżej 60            | 5         | 17      | powyżej 65          |
| Razem (Σ)             | 98        | 83      | (Σ) Razem           |